# جزيرة ويلينجدون
جزيرة ويلينجدون هي أكبر جزيرة اصطناعية في الهند، والتي تتشكل جزءا من مدينة كوتشي في ولاية كيرلا، وهي مهمة كموطن لميناء كوتشي وقاعدة بحيرة كوتشي (القيادة البحرية الجنوبية) التابعة للبحرية الهندية ومحطة الحجر النباتي ومكتب الجمارك في كوتشين والمعهد المركزي لتكنولوجيا مصايد الأسماك وهي الوحدة المكونة للمجلس الهندي للبحوث الزراعية.
الجزيرة أيضا موطن للمؤسسات الأخرى المرتبطة بالميناء وهي مكتب صندوق ميناء كوشين (التي تسيطر على ميناء كوتشي) ومكتب الجمارك وأكثر من عشرين مكتب للاستيراد والتصدير والمستودعات وعدد قليل من الفنادق ومراكز الأعمال.

## التاريخ

### المفهوم
رأى المهندس روبرت بريستو لأول مرة فكرة إنشاء ميناء جديد في كوتشي الذي عينه اللورد ويلينجدون حاكم رئاسة المدارس آنذاك لإنشاء ميناء حديث على الساحل الغربي للهند في كوتشي.

### الإنشاء
أنشئت الجزيرة خلال بناء الميناء الحديث في عام 1936 مع جرف التربة أثناء تعميق بحيرة فيمباناد لاستيعاب الميناء الجديد، وسميت بإيرل ويلينجدون الأول وهو نائب ملك الهند في ذلك الوقت الذي كلف المشروع، روبرت بريستو بطل الرواية ومهندس المشروع الذي يملك أول مبنى في الجزيرة، ووصلت أول محطة التي تنتمي لشركة Bibby Line إلى الجزيرة في 9 مارس 1935، وبُنيّ سكن الميناء للركاب الذين يرغبون للراحة في الجزيرة وهو فندق مالابار.

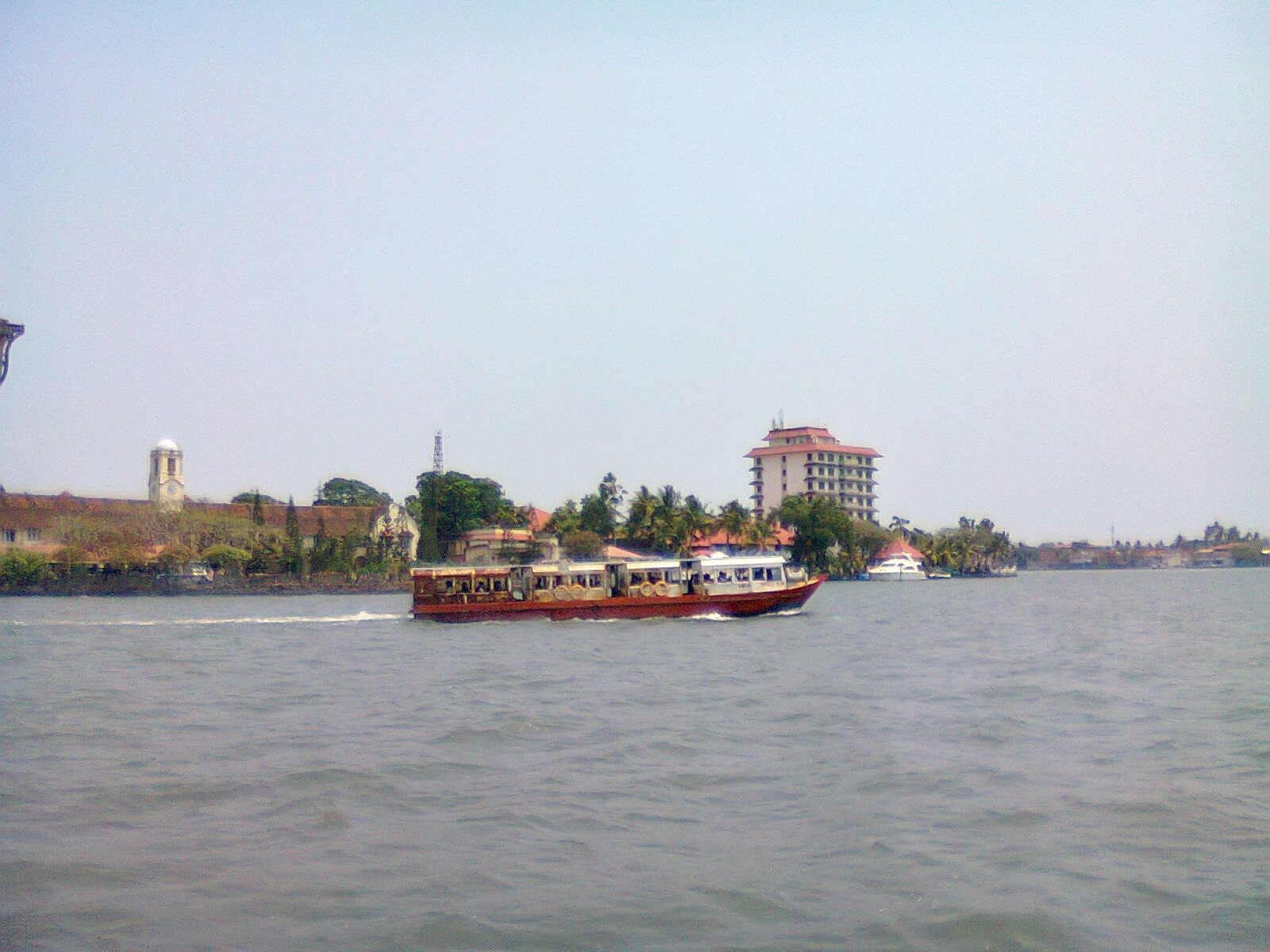
فيفانتا باي تاج – فندق مالابار في جزيرة ويلينجدون

انتهى بناء الميناء الأساسي المخطط له مسبقا في عام 1939 في الوقت المناسب للحرب العالمية الثانية، بُنيَ رصيف عميق وجسر للسكك الحديدية وجسر إلى البر الرئيسي لتوفير بنية تحتية قيمة لجهود الحرب المحلية وبنيت الأعمال البحرية على جزيرة فيندوروثي المجاورة إلى الجنوب حيث كانوا منهمكين عند نهاية الحرب لبناء زورق إنزال للغزو المفترض لليابان، وفي عام 1940 بُني رصيف للركاب ومنزل الجمارك بجوار الفندق وتشمل منصة للركاب وانحياز السكك الحديدية.

### الاستخدام العسكري البريطاني
وجدت القوات الجوية الملكية استخداماً لهذه المساحة المسطحة من الأراضي البكر وشيدت مهبطاً كبيراً، وهكذا أصبحت الجزيرة الاصطناعية قاعدة عسكرية مزدهرة، ووفّر فندق مالابار أماكن للموظفين في زمن الحرب  وقد اكتسب المبنى كتلة إدارية جديدة بجواره التي تشمل وسائل الراحة منها مكتب بريد جديد وحمام سباحة في الهواء الطلق بين الفندق والمكتب وبنك فرعي مجاور، والتي استولت عليها البحرية الملكية عن طريق سلاح جوي ملكي في 1 آكتوبر 1942 وإعادة تشغليها باسم أتش أم أس جارودا وكانت ساحة أصلاح الطائرات البحرية الملكية بسعة 180 طائرة واخرجوها في1أبريل 1946.

### منذ عام 1947
في عام 1947 نقلت السيطرة على مركز النقل من الإمبراطور البريطاني إلى الهندي عند اكتسابهم الاستقلال الأخير، وخلال فترة ولايتها الاستعمارية القصيرة تعاملت الجزيرة مع مليون طن من الشحنات وتضاعفت بحلول عام 1960، وتطور مطار الجزيرة وأصبح المطار العسكري المدني الحديث في المدينة، وأغلقت المنطقة المدنية بمطار الجزيرة عندما حصلت كوتشي على اسم المطار الدولي في نيدمباسيري التي تبعد 
25 كم من الشمال الشرقي من المدينة واستمر المطار كمحطة جوية بحرية أي أن أس جارودا.
في العقد الخامس استخدم الإمبراطور البريطاني المساحة المتبقية من الجزيرة ولم تكن تابعة للمدينة القديمة ذو المنظر الخلاب، وأصبحت الجزيرة التي تركها البريطانيون بعد اكتمالها بفترة وجيزة كموطن تجاري لمدينة كوشين القديمة، وكوشين هو ميناء رئيسي في الهند وجزيرة ويينجدون هو معلم، وأصبحت الجزيرة متصلة بالبر الرئيسي عن طريق جسر فيندوروثى التي تتصنف من طرق وسكك حديدية وتوجد محطتان للسكك الحديدية في الجزيرة هما ماتانشيري هالت وميناء كوشين تيرمينوس، ويقع مقر القيادة البحرية الجنوبية للبحرية الهندية على الجزيرة وأيضا منشأة كوشين لبناء السفن يقع بالقرب منها وهو مركز سياحي رئيسي، وتضم جزيرة ويلينجدون العديد من الفنادق ومكاتب ووكلاء التخليص.
بالإضافة إلى ذلك، يوجد بالجزيرة حوض جاف ومحطة إطفاء ومزارع دبابات ومستشفى وأماكن للعبادة، وتعمل منظمة صحة الموانئ على الجزيرة لمنع دخول الأمراض الكوارنتينه، واتخذت غرفة تجارة وصناعة كوشين موقعا استراتيجيًا، كما هو الحال مع مكتب المعلومات السياحية التابعة لحكومة الهند المجاورة للمطار وهذه الجزيرة هي مركز التجارة الدولية، وعدد من مكاتب الموانئ وفروع المصارف الوطنية والدولية ووكالات السفر ومحلات بيع الهدايا التذكارية والمستودعات، ويعيش موظفو ميناء كوشين ومكتب الجمارك على الجزيرة، ولصالح هذه الأسر وللقاعدة البحرية توجد خمس مدارس وروضة للأطفال، وتنتمي ثلاث مدارس إلى مجموعة كيندريا فيديالايا.